# Corynesporascaceae
Corynesporascaceae Sivan. – rodzina grzybów z rzędu Pleosporales.

## Systematyka
Pozycja w klasyfikacji według Index Fungorum
Pleosporales, Pleosporomycetidae, Dothideomycetes, Pezizomycotina, Ascomycota, Fungi.
Rodzaje
Według aktualizowanej klasyfikacji Index Fungorum bazującej na Dictionary of the Fungi jest to takson monotypowy:
- Corynespora Güssow 1905